# Riacho Gado Bravo
Riacho Gado Bravo är ett periodiskt vattendrag i Brasilien.   Det ligger i delstaten Paraíba, i den östra delen av landet, 1 500 km nordost om huvudstaden Brasília.
Omgivningarna runt Riacho Gado Bravo är huvudsakligen savann. Runt Riacho Gado Bravo är det ganska glesbefolkat, med 40 invånare per kvadratkilometer.